# Turnbull Point
Der Turnbull Point (in Chile Punta Bransfield) ist eine exponierte und felsige Landspitze am westlichen Ende der D’Urville-Insel im Archipel der Joinville-Inseln vor der Nordspitze der Antarktischen Halbinsel.
Der Falkland Islands Dependencies Survey nahm zwischen 1959 und 1961 die Vermessung der Landspitze vor. Das UK Antarctic Place-Names Committee benannte sie 1964 nach David Harrison Turnbull (1921–1999), Kapitän der RRS Shackleton im Einsatz für den Survey von 1959 bis 1969.